# Brauchtum des Erzgebirges
Der schwere Bergmannsberuf und die damit einhergehenden Gefahren führten zu einem einzigartigen Brauchtum des Erzgebirges, das sich vor allem in der Weihnachtszeit zeigt. Nicht selten wird deshalb das Erzgebirge auch als Weihnachtsland bezeichnet.